# Хорхе-Басадре
Хорхе-Басадре (исп. Provincia de Jorge Basadre) — одна из 4 провинций перуанского региона Такна. Площадь составляет 2928,72 км², население — 9430 человек. Плотность населения: 3,22 чел/км². Столица — город Локумба.

## Название
Провинция получила своё название в честь известного перуанского историка — Хорхе Басадре Громанна.

## География
Граничит с регионом Мокегуа (на северо-западе) и провинциями Кандараве (на северо-востоке) и Такна (на юго-востоке). Омывается Тихим океаном (на юго-западе).

## История
Провинция была создана 21 апреля 1988 года.

## Административное деление
В административном отношении делится на 3 района:
- Льябайя
- Ите
- Локумба